# グレン・ベントン
グレン・ベントン (Glen Benton、1967年6月18日 - )は、アメリカ合衆国・タンパ出身のヘヴィメタルミュージシャン（ヴォーカリスト、ベーシスト）、作詞家。ディーサイドのヴォーカリスト兼ベーシストとして著名である。また、ヴァイタル・リメインズのヴォーカリストでも活動していた。ヴァイタル・リメインズでは、主にスタジオ参加であったが、いくつかのライヴにも出演した。ベントンのボーカルスタイルは、かなり低いグロウルとハイピッチの悲鳴のような声が特徴である。
また、ミュージシャンとしてだけではなく、サタニストとしても著名で、反キリスト教色の強い歌詞を書いている。

## 略歴
アメリカ合衆国フロリダ州の都市、タンパの出身。1987年に、ベントンが地元の音楽雑誌に出した広告に、ブライアン・ホフマンが返事を出したことがきっかけで、デスメタルバンド、エイモンを結成する。エイモンのメンバーは、グレン (Vo、B)、ブライアン (G)、エリック・ホフマン (G、ブライアンの兄弟)、スティーヴ・アシェイム (Ds)の4名であった。バンド名は、古代エジプトの太陽神・アメン (Amen)にちなんでいる。その後、エイモンは1989年にディーサイドに名前を改め、現在でも活動を続けている。

## サタニズム

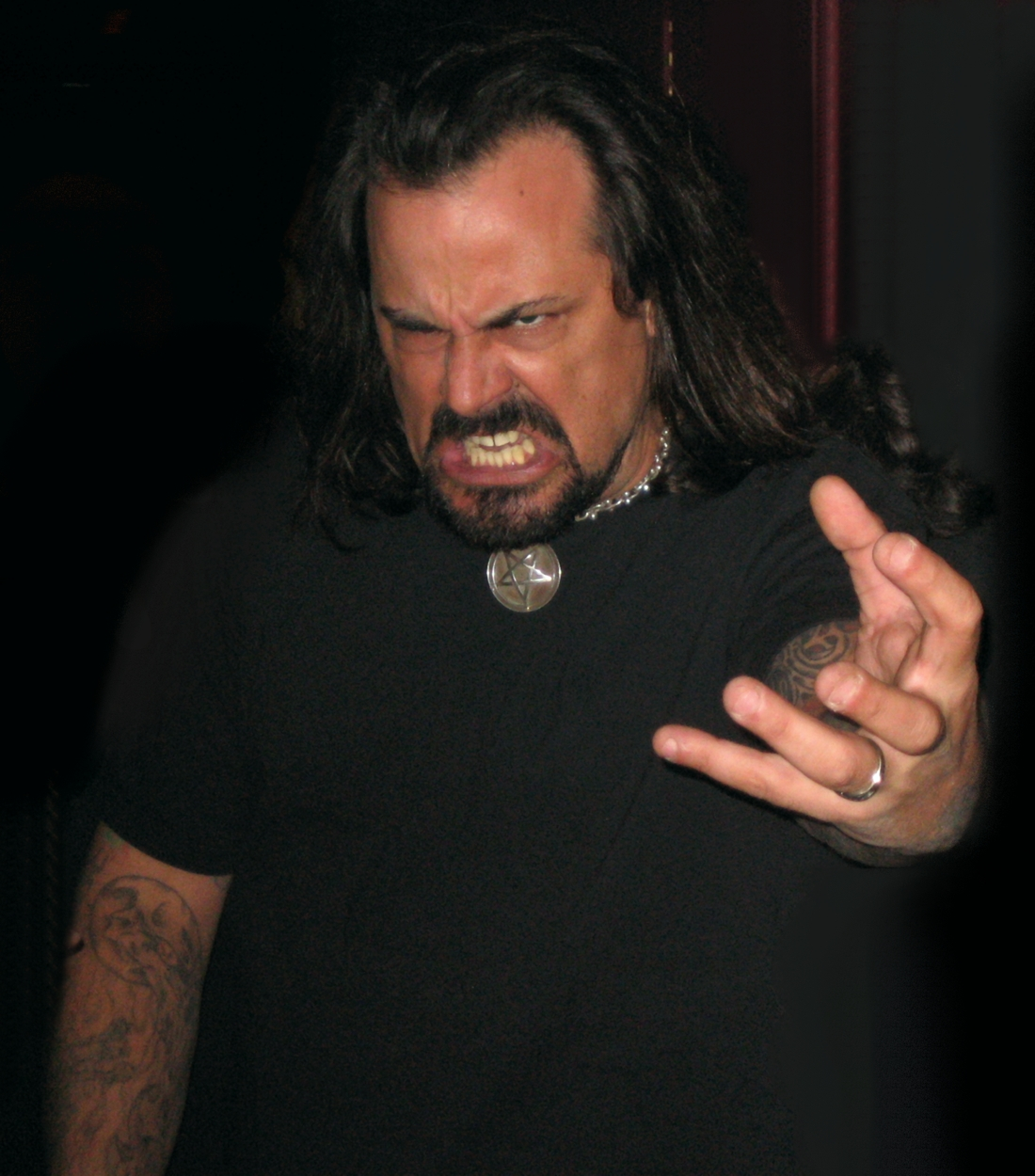
恐顔を決めるグレン (2006年5月)

ベントンは、サタニックかつキリスト教を『今日の腐りきった宗教システム』であるとして反キリスト教を標榜とする人物として知られている。ベントンの額には、長年にわたって逆十字の刻印が押されていることで知られている。ディーサイドのドラマー、スティーヴ・アシェイムによると、ギタリストのブライアン・ホフマンが煙草を使って腕に逆十字を刻んだ際にバンドがメディアの注目に対しての対応としておあつらえ向きだったとのことである。
ベントンは、インタビューで、自身がルシファーと"精神的なつながり"を共有していると述べていたことがある。ルシファーは彼に、"何を言うべきか、何を書くべきか"を伝えるとのこと。ベントンの'サタニズム'の特徴は不明瞭で、論争の対象となることがままある。特に、ディーサイドの元ギタリスト、エリック・ホフマンによる主張によれば、言行不一致やまがい物であるとして彼は解雇されている。初期の頃、ベントンは表面上、有神論的サタニストであった。つまり、彼は言外にキリスト教の神を信じながら、それよりもサタンを崇拝していたといえる。また、ベントンの信念はアントン・ラヴェイのサタン教会の信者たちに質問を受けたことがある。ベントンは、サタン教会が組織化された宗教であり、彼が"ハリウッド・サタニズム"であると認知するような、その売り込み方を非難していた。
これらから、ほとんどベントンの'サタニズム'は、バンドに最適な脚色を伴った猛烈な反キリスト教無神論であるといえる。2008年7月に発刊されたリヴォルヴァー誌の記事において、オブザーバーからの質問への返答で、ベントンは、ディーサイドにはイデオロギー的な事柄はないことと、音楽が第一であり、最も大切であると述べている。

## 論争

### 自殺
ディーサイドが1990年にリリースしたセルフタイトルのアルバム『Deicide』には「Sacrificial Suicide」という楽曲が収録された。その中で、ベントンはイエスとは逆の人生を実現するために、33歳になったら自殺すると主張していると言われた。この33歳になったら自殺するという主張は、1990年代を通して何度となく語られた。しかし、2000年にベントンは33歳になったが自殺しなかった。2006年になって、ベントンはその声明は"愚かな意見"であり、自殺は"臆病者や敗者だけ"が選ぶことだと述べた。

### 宗教的信条
1990年代初めから中ごろにかけて、ベントンはしばしばボブ・ラーソンの"Talk Back"のようなキリスト教系ラジオ番組に敵対者として出演していた。番組中、真面目な議論が実際に行われていたが、2人の間のやり取りは主にベントンからの罵倒と皮肉を含んだ物言いによって成り立っていた。ラーソンはベントンに再び出演を依頼したがベントンは辞退している。

### 動物虐待の主張
1993年、新聞がベントンがラットやリスのようなげっ歯類を生きたまま焼くことに興味があり、実際に行っていると述べたと伝えた。NME誌によるインタビューの間、ベントンはリスをペレット・ガンで撃っていた（この記事の中では、ベントンは、インタビューの行われた彼の自宅の屋根裏の中で、以前、リスが家の電気配線やそのほかの物にひどい被害をもたらしたことがあるために行っていると説明している。）。そのような悪評が、イングランドのマンチェスターで行われたディーサイドのツアー中に、動物愛護団体による爆弾テロをもたらしたこともある。同様の攻撃は、ストックホルムで以前行われたライヴでも試みられた。そこでは小さな火炎爆弾はディーサイドのライヴ中に爆発するようにセットされていた。その爆弾は爆発し、開場にダメージを与えたものの、その企て自体は失敗し、誰も傷つけることはなかった。これは、M-80であると報告された。このツアーは、それらのイベントのいくつかを省略することとなった。

## 私生活
ベントンは、バイクを趣味としている。これは、ディーサイドの楽曲「Scars of the Crucifix」のミュージック・ビデオでも見ることができる。彼はまた、2人の子持ちでもある。ディーサイドはデスメタルバンドと認知されているが、ベントン自身はデスメタルという言葉を使いたがらない。

## ディスコグラフィー

### ディーサイド
ディーサイド#ディスコグラフィーを参照

### ヴァイタル・リメインズ
- Dechristianize (2003)
- Icons of Evil (2007)

### ゲスト参加
- Cancer, Death Shall Rise (1991); "Hung, Drawn and Quartered"にバックボーカルとして参加。
- カンニバル・コープス, Eaten Back to Life (1990); "Mangled" and "A Skull Full of Maggots"にバックボーカルで参加。
- カンニバル・コープス, Butchered at Birth (1991); "Vomit the Soul"にバックボーカルで参加。
- ナパーム・デス, Harmony Corruptionn (1990); "Unfit Earth"にバックボーカルで参加。
- Transmetal, Dante's Inferno (1993); "Dante's Inferno" and "Hymn for Him"にバックボーカルで参加。
- ロードランナー・ユナイテッド (2005); "Annihilation by the Hands of God"でボーカルを担当。
- ロードランナー・ユナイテッド Live Concert DVD (2008); オビチュアリーの "The End Complete" と ディーサイドの "Dead By Dawn"でボーカルを担当。